# 반지의 제왕: 왕의 귀환 (비디오 게임)
반지의 제왕: 왕의 귀환(The Lord of the Rings: The Return of the King)은 EA 레드우드 쇼어에서 플레이스테이션 2와 마이크로소프트 윈도우용으로 제작한 핵 앤드 슬래시 액션 비디오 게임이다. 히프노스 엔터테이먼트가 닌텐도 게임큐브와 엑스박스용으로, 그립토나이트 게임이 게임보이 어드밴스로, JAMDAT가 모바일로, 비녹스가 맥 OS용으로 개발하였다.
이 게임은 피터 잭슨의 반지의 제왕 삼부작을 각색한 것으로 J. R. R. 톨킨의 문학 작품과는 관련이 없다. 이는 당시 비방디 게임스가 톨킨 엔터프라이즈와 협력하여 톨킨의 문학 작품의 비디오 게임 각색에 대한 권리를 보유하고 있는 반면 일렉트로닉 아츠의 게임들은 뉴 라인 시네마 영화의 비디오 게임 각색에 대한 권리를 보유하고 있기 때문이다.
왕읙 귀환은 전작 반지의 제왕: 두 개의 탑과 기본 게임 플레이가 비슷하지만, 더 많은 캐릭터와 다양한 미션과 내용이 추가되었다. 반지의 제왕: 두 개의 탑와 마찬가지로 왕의 귀환은 영화 실제 참조 사진, 그림, 모델, 소품 및 기타 자산을 사용하여 영화 제작자와 긴밀한 협력을 통해 개발되었고, 이 게임은 카메라 위치와 짧은 길이가 비판을 받았지만 그래픽, 오디오 및 게임 플레이에 대해 긍정적인 평가를 받았다.

## 게임플레이
이 게임은 액션 게임이자 핵 앤드 슬래시 게임이다. 또한 이 게임은 전작과 기본 게임 플레이가 매우 유사하며, 각 캐릭터는 "원거리 공격", "킬링 무브"(다운된 적을 즉시 죽이는 데 사용할 수 있음), "패리"(적의 공격을 튕겨낼 수 있음), "넉백"(근처의 적을 밀어냄), "점프 백"(플레이어 캐릭터가 적으로부터 뒤로 점프하는 것), "파괴적인 공격" 및 특수 능력을 새로 갖고 있다. 게임보이 어드밴스 제외 모든 콘솔에서 플레이 가능한 캐릭터는 간달프, 아라고른, 레골라스, 김리, 프로도와 샘이며, 잠금해제 캐릭터로는 파라미르, 피핀과 메리가 있다. 게임보이 어드밴스에서 플레이 가능한 캐릭터는 레골라스, 프로도와 간달프, 에오윈이다.
각 플레이 가능한 캐릭터는 고유한 콤보 및 속성 세트를 가지고 있으며, 각 레벨이 끝나면 플레이어는 경험치를 사용하여 캐릭터의 능력과 콤보를 업그레이드할 수 있다. 플레이어가 사용할 수 있는 포인트 수는 처치의 효율성에 따라 다르다. 각 레벨에서 플레이어가 스킬로 적을 처치할 때마다 지속적으로 등급이 매겨지며,"보통", "좋음", "훌륭함" 및 "완벽함"으로 분류된다. 플레이어가 기술로 적을 더 많이 처치하면 더 많은 경험치를 얻는다. 플레이어가 최대 레벨에 도달하면 모든 공격이 강화되고 처치할 때의 경험치는 두 배로 증가한다. 다만, 완벽한 상태는 짧은 시간 동안만 지속된다. 이 게임의 새로운 점은 각 레벨이 끝날 때 개별 캐릭터에 대한 업그레이드를 하는 대신 플레이어가 플레이 가능한 모든 캐릭터에 적용되는 "원정" 업그레이드를 할 수도 있는 것이지만, 캐릭터가 특정 레벨에 도달한 경우에만 해당 기술을 사용할 수 있다.
반지의 제왕: 두 개의 탑에서는 게임 환경과 상호 작용을 하고, 플레이어는 교량과 투석기와 같은 장치를 작동하여 목표를 달성하고 자연적인 물체를 창과 가마솥과 같은 무기로 사용하여 적을 공격할 수 있다. 이 기본 플레이들은 비슷하지만, 반지의 제왕: 왕의 귀환은 협동 모드를 제공하므로, 두 명의 플레이어가 함께 플레이 할 수 있다. 또한 북미 플레이스테이션 2 버전에서는 USB 헤드셋을 지원하는 온라인 멀티플레이어 모드도 있다. 그러나 유럽 플레이스테이션 2 버전에서는 이 기능이 제거되었다.
게임보이 어드밴스 버전에서 아이소메트릭 4분의 3 하향식 보기에서 재생되며, 이 버전의 주요 게임 플레이 차이점은 플레이어가 무기에 새길 수 있는 "룬"이 추가되어 특별한 능력을 부여한다는 것이다. 또한 게임보이 어드밴스 링크 기능을 통한 협동 멀티플레이어와 게임큐브 - 게임보이 어드밴스 링크 케이블을 통해 게임큐브 버전에 연결될 때 잠금 해제 가능한 콘텐츠를 제공한다.

## 구성
반지의 제왕: 왕의 귀환의 프로듀서인 토드 아놀드는 이 게임이 영화의 이야기를 다시 보여주기 위한 것이 아니라 플레이어가 영화의 중요한 부분을 최대한 직접 경험할 수 있도록 하기 위한 것이라고 말하였고, 레벨은 이 목표를 염두에 두고 설계되었으며 플레이어의 행동에 대한 맥락을 주기에 충분한 줄거리를 가지고 있다. 따라서 줄거리가 자유로워졌고, 비평가들은 영화를 보지 않은 사람들에게 영화를 스포일러 할 수 있는 장면이 거의 없다고 언급하기도 하였다. 게임스팟의 그렉 카사빈은 "왕의 귀환에 대해 아무것도 모른다면 게임의 스토리를 따라가기 어려울 수 있어도 이야기의 요지는 알 수 있습니다."라고 말하였다. 그러나 그는 "영화의 어떤 부분도 스포일러가 되는 것을 원하지 않는다면 영화를 볼 때까지 왕의 귀환의 플레이를 미루는 것이 현명할 것입니다."라고도 이야기했다.

### 개요

샘이 오크를 공격하는 게임 스크린샷

게임은 나팔산성 전투 중 우루크하이가 헬름 협곡의 성벽을 무너뜨리고 우루크하이들이 성안으로 들어오기 시작하는 장면에서 시작된다. 수비병이 내부 성벽으로 후퇴하는 것과 동시에 간달프가 수천 명의 로한 군과 나타나 적의 측면을 공격한다. 플레이어는 간달프로 참전하여 로한이 우루크하이를 이길 수 있도록 한다. 이 레벨이 지나면 게임은 각각 고유한 캐릭터 세트가 있는 3개의 개별 미션 아크로 나뉜다. "마법사의 길"은 간달프, "왕의 길"은 아라고른, 레골라스, 김리가 가고, "호빗의 길"은 프로도와 샘이 있지만 처음에는 샘만 플레이할 수 있다.
마법사의 길은 첫 번째 레벨의 이벤트 직후 계속된다. 우르크하이와 오크 군대의 잔당은 팡고른 숲으로 도망쳤지만, 숲 속에서 나무수염이 이끄는 엔트들이 깨어나 사우론과의 전투에 합류했다. 간달프는 엔트들이 남은 군대를 처리하는 것을 도운 다음 이센 강을 막고 있는 댐을 무너뜨리는 데 도움을 주고, 이로 인해 아이센가드가 범람하여 사우론과 연합한 사루만을 그의 탑 오르상크에 가둔다. 간달프와 피핀은 아라곤, 레골라스, 김리, 로히림을 남겨두고 곤도르의 수도인 미나스 티리스로 향한다. 간달프는 사우론이 피핀이 반지를 가지고 있다고 잘못 생각했기 때문에 다른 사람들보다 앞서서 갔고, 간달프는 프로도와 샘이 반지를 파괴하기 위해 골룸이 안내하는 운명의 산으로 이끄는 동안 이 점을 이용하여 사우론의 주위를 끌 계획을 세운다. 미나스 티리스에서 간달프는 잠시 동안 벽에서 적을 격퇴하는 데 도움을 주지만 결국 적들은 도시의 방어벽을 뚫고 성벽 안으로 들어온다. 간달프와 미나스 티리스의 병사들은 적으로부터 달아나는 민간인을 보호하기 위해 안뜰로 후퇴하였다. 사람들이 안전하게 안에 들어가고 나서는 간달프는 아라고른이 도착하기를 기다리는 것 외에는 할 수 있는 일이 거의 없다.
왕의 길은 미나스 티리스로 가는 길에 아라고른, 레골라스, 김리와 함께 한다. 그러나 도착하기 전에 세 명의 동료는 '망자의 길'을 걸어 망자의 군대가 반지전쟁에 참여하도록 설득해야 하는데, 그렇게 하려면 전투에서 죽은 자의 왕(Jarion Monroe)을 물리쳐야 한다. 그 후, 망자의 길은 무너지기 시작하고 떨어지는 잔해가 그들을 부수기 전에 탈출해야 한다. 망자의 군대가 그들을 돕겠다고 약속했기에 그들은 미나스 티리스로 가서 펠렌노르 평원 전투에 참여한다. 미나스 티리스의 병사들과 합류하여 그들은 오크, 오크 창병 등과 만난다. 그들은 또한 메리와 에오윈을 방어하여 에오윈이 앙그마르의 마술사왕을 물리치도록 도와야 한다. 적에게 패배 당하기 직전에, 망자의 군대가 도착하여 모르도르의 군대를 격파하고 미나스 티리스를 구한다.
마법사의 길과 왕의 길은 모르도르의 검은 문이라는 동일한 최종 레벨을 공유한다. 프로도와 샘의 접근에서 사우론의 주의를 돌리기 위한 또 다른 노력으로 간달프는 아라곤과 그의 군대가 모르도르의 관문 앞에서 사우론에게 도전하여 그가 군대를 내보내게 하고서 사우론의 주의를 운명의 산에서 떨어지게 하라고 조언한다. 검은 문에 도착하자 미션은 프로도가 죽었다고 말하는 사우론의 입과 마주친다. 그들은 그를 죽이고 남은 나즈굴과 싸우기 전에 대규모 오크 군대와 맞서야 한다. 프로도가 죽었다는 사실을 믿지 않은 그들은 가능한 한 오래 싸울 계획이며, 프로도가 반지를 파괴할 충분한 시간을 주기 위해 자신을 희생할 계획이다.
호빗의 길에서 프로도, 샘, 골룸은 먼저 오스길리아스에서 탈출해야 하며, 오크와 싸워서 하수구로 이동하고 프로도가 나즈굴에게 납치되지 않도록 해야 한다. 그러나 탈출한 골룸은 그들을 배신하고 반지를 되찾기로 결심하였고, 그는 프로도를 속여 샘 없이 계속 가도록 하지만 샘은 그들을 따라 쉴로브의 은신처에 간다. 그곳에서 골룸은 프로도를 버리고, 샘은 거대 거미와 오크와 싸워야 한다. 결국 프로도를 공격하는 쉴로브와 만나게 된다. 샘은 패배하지만 프로도와 만나게 된다. 프로도가 죽었다고 착각한 샘은 운명의 산에 혼자 가려고 했을 때, 그는 오크 무리가 도착하자 몸을 숨기고, 그들에게 프로도는 살아 있지만 의식이 없다는 말을 듣는다. 샘은 프로도를 키리스 응골의 탑으로 데려가는 오크들을 따라간다. 샘은 오크들이 싸우는 사이에 프로도를 구하고 프로도와 샘은 운명의 산으로 떠난다. 그러나 운명의 산에서 프로도가 반지를 용암에 던지려고 할 때 골룸이 그를 방해한다. 플레이어는 이 때 골룸과 싸워 반지를 파괴해야 한다.

## 개발
반지의 제왕: 두 개의 탑의 비디오 게임 성공에 이어, 2003년 4월 25일 반지의 제왕: 왕의 귀환을 비디오 게임으로 만든 게임이 발표되었다. 두 개의 탑은 주요 3개의 콘솔과 게임보이 어드밴스로 출시되었고, PC로도 출시될 예정이었다. 총괄 프로듀서 닐 영은 간달프, 아라고른, 레골라스, 김리와 프로도 외 2~4개의 잠금해제 캐릭터가 있다고 밝혔다. 또한 그는 캐릭터들의 플레이가 더 다양하게 될 것이라고 말하기도 하였고, 영은 "플레이어가 이야기를 붕괴시키는 진행을 방해하는 특정 관문이 있지만 본질적으로 게임을 통해 캐릭터들을 결말에 이르게 하도록 동기를 부여한다."라고도 말했다.
일렉트로닉 아츠는 2003년 5월에 E3 이벤트에서 게임을 선보였으며, 두 개의 탑과 비교하여 왕의 귀환에는 더 많은 플레이 가능한 캐릭터, 더 크고 덜 선을 긋는 레벨, 다중 내러티브 경로, 더 크고 더 지능적인 보스, 환경과의 상호작용 및 공동 작업이 있다고 발표했다.영화의 영상과 하워드 쇼어의 음악 일부가 등장하고 영화의 배우 중 일부는 자신의 목소리와 모습을 게임에 빌려줄 것이라고도 발표하였다. 5월 15일, 플레이 가능한 데모가 플레이스테이션 2 전용으로 출시되었고, 첫 번째 미나스 티리스 레벨과 함께 E3용으로 특별히 설계된 맞춤형 레벨에서 플레이할 수 없는 협동 게임 플레이 데모가 포함되었다 결국에는 일어나지 않았지만 일렉트로닉 아츠는 게임보이 어드밴스 버전을 제외하고는 골룸을 플레이어 캐릭터로 사용하기 위해 노력하고 있다고 밝혔다.

위의 사진은 영화 장면, 아래의 사진은 왕의 귀환 비디오 게임 장면이다.

개발자들은 왕의 귀환이 두 개의 탑보다 "더 크고 낫다"라고 불렀다. 리드 게임 디자이너 크리스 트레멜은 "두 개의 탑에서 플레이어는 때때로 10~15명의 적과 마주쳤다. 하지만 왕의 귀환에서는 플레이어가 최대 40명의 오크와 마주하는 지역이 있다. 두 개의 탑을 플레이 했던 팬들은 왕의 귀환의 전투 경험이 친숙하면서도 훨씬 더 깊다는 것을 알게 될 것입니다."라고 말하였다. 닐 영은 "우리는 캐릭터를 더 풍부하게 보이게 하는 몇 가지 새로운 조명 기술을 개발했다. 우리는 2배의 폴리 수와 2배의 텍스처 밀도 또한 디스크에서 지오메트리와 텍스처를 스트리밍한다. 그래서 게임은 훨씬 더 높은 밀도의 이미지를 가지고 있다."라고 말하기도 했다. 적 AI가 개선되었고, 개발자들도 THX 인증을 받은 게임의 사운드 작업에 많은 시간을 할애했다.
개발자 글렌 스코필드는 개발자들의 가장 큰 과제는 "영화의 숨막히는 장면과 그 느낌을 재현하려는 것"이라고 말했다. 마찬가지로 닐 영은 "우리는 영화의 진정하고 진실된 것을 만들고 싶었다. 우리 팀의 사람들은 단순한 속편 이상의 것을 열망하는 게임을 만드는 데 정말로 관심을 갖고 있다. 그들은 이것을 영화 경험 자체와 동등하게 만들고 싶어한다."라고 말하였다.EA 레드우드 쇼어는 실제 참조 사진, 그림, 모델, 소품, 조명 연구 및 모션 캡처 데이터를 사용하여 게임을 가능한 한 사실감 있게 만들기 위해 뉴 라인 시네마와 긴밀히 협력했습니다. 일렉트로닉 아츠의 파트너 관계 이사인 니나 도브너는 다음과 같이 말했다.
뉴 라인 시네마와 뉴질랜드의 영화 제작사는 게임의 전체 개발 프로세스에 통합적으로 연결되어 있다. 개념 단계부터 최종 프로덕션 제작에 이르기까지, 그들의 의견을 구하고 경청한다. 우리는 뉴 라인 시네마를 라이선스 제공자가 아니라 진정한 파트너로 생각합니다. 게임에 대한 가장 초기의 스토리보드와 기본 개요가 나오자마자 뉴 라인 시네마가 나와 함께 테이블에 앉아 피드백을 제공합니다. 피터 잭슨, 배리 오스본 및 나머지 영화 제작 팀에게 주요 개념에 대해 소개하고 피드백을 받는 단계이기도 합니다. 이제부터 배우, 영화 제작자 및 뉴 라인 시네마를 정기적으로 만나서 개발을 진행하면서 피드백과 새로운 아이디어를 도출한다. 우리는 영화 제작에 깊이 관여했기 때문에 실제 촬영 장면에서 뉴질랜드의 3피트 6개 Weta 사무실 내에 자체 사무실을 열었기 때문에 액션과 자산에 더 가까이 다가갈 수 있었다.— 니나 도브너

니나 도브너는 게임을 개발하는 동안 한 달에 한 번씩 영화 제작자가 플레이하고 피드백을 제공할 수 있는 게임의 빌드를 가지고 뉴질랜드를 여행했다고 말했다. 또한 "우리는 게임이 영화처럼 보일 뿐만 아니라 정확히 같기를 원합니다."라고도 말했다. 그녀는 게임의 세부 사항이 만들어지지 않았다고 말했다. "미나스 티리스를 재현할 때 실제 영화 세트장을 보고 느낄 수 있으면 팀에 도움이 될 것이라고 생각했다. 불행하게도 세트장은 이미 해체되어 있었다. 그래서 뉴질랜드에 있는 동안 저는 여러 창고를 수색하여 해체된 세트의 잔해를 찾았다. 많은 작업을 마친 후 나는 미나스 티리스 세트에서 4개의 벽돌을 자랑스럽게 들고 샌프란시스코로 돌아왔다."라고 말했다. 스코필드는 "우리는 게임에서 가장 사실적인 움직임을 렌더링하는 데 도움이 되도록 영화에서 동일한 스턴트 더블을 고용하기도 했습니다."라고 말했다.

## 평가
반지의 제왕: 왕의 귀환은 모든 시스템에서 일반적으로 호의적인 평가를 받았다. 메타크리틱은 게임보이 어드밴스 버전은 100점 만점에 77점을 주었으며, 닌텐도 게임큐브는 84점, 플레이스테이션 2는 85점, 엑스박스는 84점을 주었다.
또한 게임존의 마이클 크넛슨은 "오랜만에 나온 최고의 영화에서 게임으로의 전환"이라고 언급했으며, 게임스파이의 레이몬드 파딜라는 "새로운 영화의 비디오 게임 적응을 위한 새로운 표준을 설정한다"라고 극찬을 보냈다.
그래픽과 THX 인증 오디오는 비평가들로부터 찬사를 받았으며, 특히 게임의 애니메이션, 풍경, 플레이어 모델, 컷신, 음악과 성우가 호평을 받았다. 크누트슨은 "게임에 사용된 음향 효과는 당신을 놀라게 할 것이다"라고 말했고, "폭발, 칼의 충돌, 수백 명의 적군이 당신을 향해 돌진하는 것, 이 모든 것이 영화에서 직접 나온 것처럼 들린다!"라고 언급하기도 했다. 게임스팟의 그렉 카사빈은 "프레임 속도 문제는 게임의 각 버전에 다양한 정도로 영향을 미치며 주인공의 캐릭터 모델 중 어느 것도 그렇게 눈에 띄지 않는다"라고 언급했지만, "왕의 귀환 그래픽의 다른 모든 측면은 뛰어난 게임의 오디오는 액션의 강도를 전달하는 데 그래픽보다 훨씬 더 효과적이다."라고도 언급했다. 영화에서 간달프역을 맡은 이안 맥켈런의 내래이션은 게임스팟과 게임 인포머에게 극찬을 받게 하였다.
이 게임의 전투는 대부분의 평론가들에게 찬사를 받았다. 일렉트로닉 게이밍 먼슬리의 크리스핀 보이어는 이 게임은 "스릴 넘치는 놀이기구이다. 그리고 왕의 귀환이 작년의 똑같이 매끄러운 두 개의 탑 전편보다 더 많은 적의 무리를 풀어주기 때문만은 아니다. 왕의 귀환의 레벨 중 많은 부분이 실제로 멀티태스킹을 하는 동안 당신은 핵 앤 슬래시 플레이어이다."라고 말했다. PC 게이머 UK의 토니 엘리스는 "왕의 귀환의 전투는 매우 만족스럽다. 당신의 타격은 거의 느낄 수 있는 견고하고 본능적인 공격과 연결된다."라고 쓰면서, 수준 간의 차이에 주목했다. 유로게이머의 크리스틴 리드는 "전투의 미묘함"을 칭찬하기도 했고, 게임 인포머의 매튜 카토는 게임 플레이가 "반복적"인 것을 발견하여 "때때로 나는 내가 게임보다 재미를 덜 느끼기 위해 더 열심히 일하고 있다는 느낌을 받았다.."라고 이야기하기도 했다. 특히 왕의 귀환은 협동 모드에서 호평을 많이 받았다.
게임보이 어드밴스 버전도 일반적으로 좋은 평가를 받았다. 게임존의 스티브 호퍼는 이 게임보이 어드밴스 버전이 전작인 두 개의 탑과 플레이가 매우 유사하다는 것을 알았지만, "이 모든 것이 견고한 액션 게임으로 두 개의 탑을 사랑하고 같은 브랜드의 핵 앤 슬래시 액션을 더 원하는 게이머에게 진심으로 추천할 수 있다."라고 말하였다. IGN의 크레이그 해리스는 "게임 플레이의 향상은 이미 견고한 액션 게임을 확실히 향상시키며, 2인 플레이 경험도 매우 권장한다. 왕의 귀환은 훌륭한 영화에 대한 좋은 찬사이며, 핸드헬드에서 이미 즐길 수 있는 액션 타이틀에 대한 적절한 후속 조치이다."라고 말하였다. 게임스팟의 프랭크 프로보는 전작인 두 개의 탑보다 "더 만족스럽고 최종적으로 더 플레이하기 쉽다"고 말했으며 캐릭터, 그래픽 및 경험 시스템 간의 차별화를 칭찬했다. 게임스파이의 맷 챈드로네이트는 게임의 "기술적 결함", 특히 충돌 감지를 비판하면서 그다지 감명을 받지 못했다고 말하였고, 그는 이것을 "모든 마지막 항목, 레벨 및 캐릭터를 잠금 해제하는 데 수십 시간의 헌신이 필요한 반복적인 비트업"이라고 불렀다.
많은 호평에도 불구하고 이 게임은 카메라 배치로 비판을 받아왔다. "이렇게 멀리서 볼 때 새로운 그래픽 엔진과 캐릭터 모델이 무슨 소용인가?"라고 비판을 받기도 했고, 리드는 "거의 모든 임무에서 카메라 전환이 당신을 혼란스럽게 만든다."라고 컨트롤을 반대로 하거나 더 심하게는 시야를 완전히 가리는 카메라 스위치에 대해 비판했다. 게임의 저장 기능도 비판을 받았다. 엘리스는 "같은 시퀀스를 계속해서 반복해야 할 때 그다지 좋지 않은 레벨을 완료한 후에만 저장할 수 있다."라고 말하였고, 한 비평가는 건너뛸 수 없는 컷 장면에 대해서도 비판했다. 때때로 불명확한 목표와 짧은 미션도 비판을 받았다.

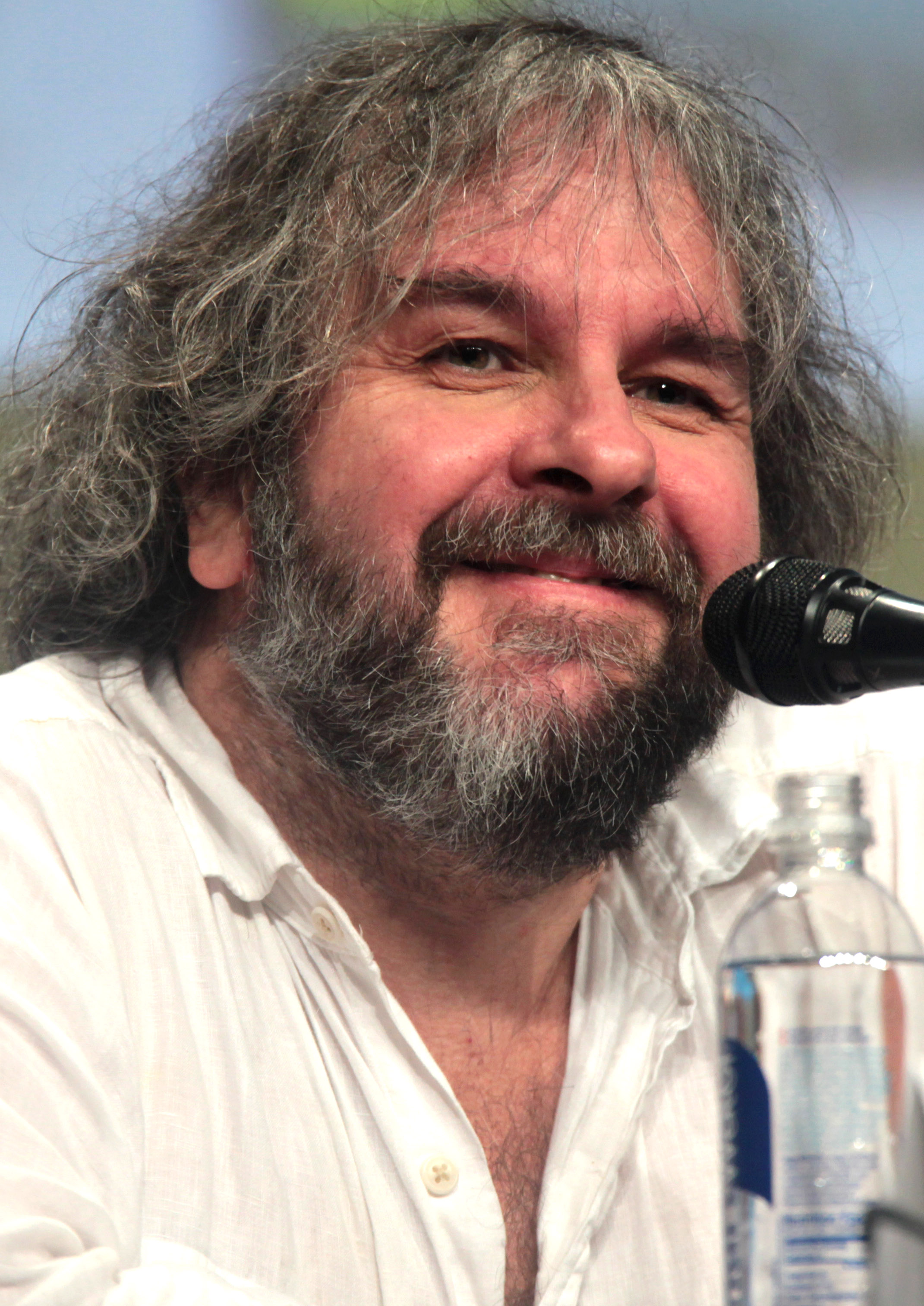
반지의 제왕 삼부작을 제작한 피터 잭슨

### 피터 잭슨의 평가
이 게임은 피터 잭슨의 반지의 제왕 삼부작의 반지의 제왕: 왕의 귀환을 바탕으로 만들어졌다. 게임이 전반적으로 잘 팔리고 호평을 받았음에도 피터 잭슨은 별다른 평가를 남기지 않았는데, 피터 잭슨의 매니저는 게임의 개발자들이 피터 잭슨의 의견에 관심이 없다고 주장하기도 하였다.

## 판매와 수상
미국에서 왕의 귀환의 마이크로소프트 윈도우 버전은 2003년 11월에 출시된 후 2006년 8월까지 24만장이 팔렸고 550만 달러를 벌었으며, 이 기간 동안 미국에서 86번째로 많이 팔린 컴퓨터 게임이었다. 영국에서 플레이스테이션 2 버전은 ELSPA(Entertainment and Leisure Software Publishers Association, 엔터테인먼트와 레저 소프트웨어 배급사 협회)로부터 "플레티늄" 판매상을 받았으며, 이는 최소 30만장의 판매고를 나타낸다.
JAMDAT이 개발한 왕의 귀환 무선 버전은 2003년 IGN의 "올해의 무선 게임" 상을 수상했고, 2003년 스파이크 비디오 게임 상에서 왕의 귀환은 두 개의 상을 수상했다. 얼라이브 익스트림 비치 발리볼과 매트릭스 엔터 부문 후보에 올랐지만 수상하지 못했다. "캐릭터 연기 우수성: 남"과 "음악 디자인 상"이라는 두 가지 부문에서 수상했으며, 2014년 IGN은 "반지의 제왕 비디오 게임 5"에 왕의 귀환을 포함시켰다.

## 같이 보기
- 반지의 제왕: 왕의 귀환
- 왕의 귀환
- 반지의 제왕: 두 개의 탑